# Gwido Kawiński
Gwido Karol Kawiński (także jako Gwidon) ps.: „Czesław”, „Rudolf”, „Wujek” (ur. 20 lutego 1891 w Tarnowie, zm. 23 lipca 1962 w Rzeszowie) – pułkownik dyplomowany piechoty Wojska Polskiego, kawaler Orderu Virtuti Militari.

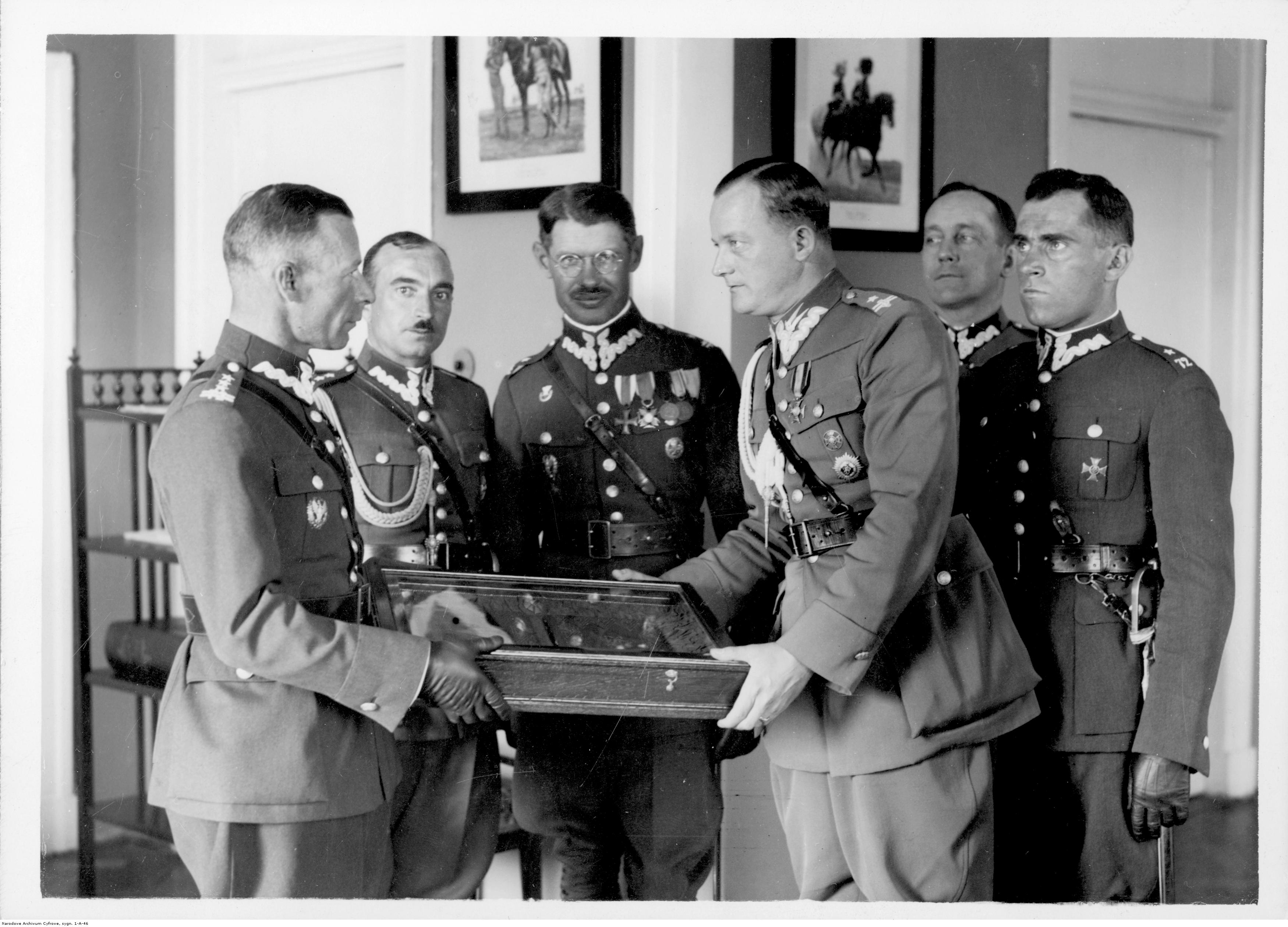
Szef Gabinetu MSWojsk. mjr dypl. kaw. Adam Korwin-Sokołowski (trzeci od prawej), w imieniu marszałka Józefa Piłsudskiego, odbiera od płk. Gwidona Kawińskiego odznakę pamiątkową i historię 72 pp. Trzeci od lewej stoi mjr dypl. piech. Aleksander Dmytrak. Warszawa 1932

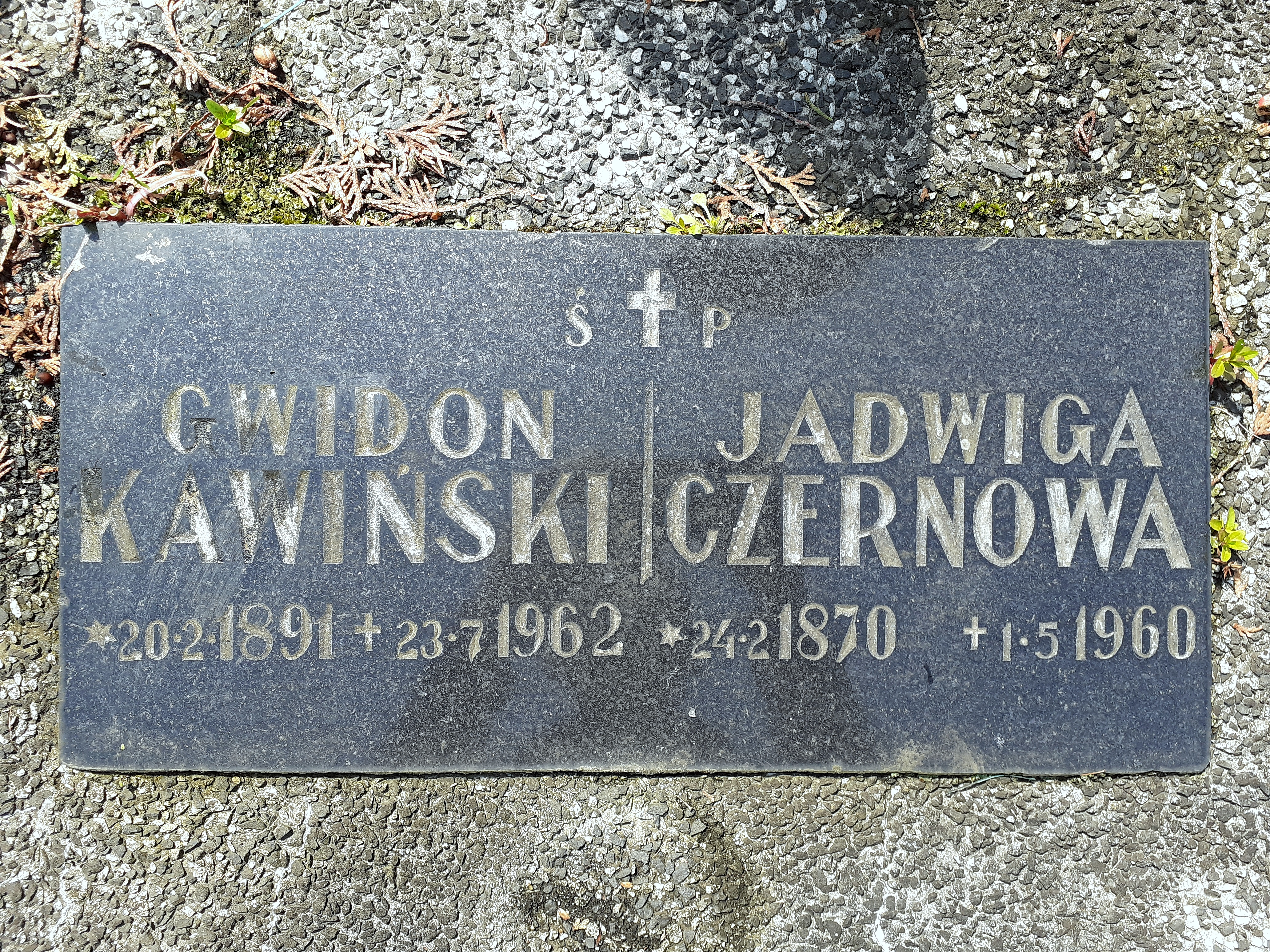
Tabliczka nagrobna Gwidona Kawińskiego

## Życiorys
Urodził się 20 lutego 1891 w Tarnowie, w rodzinie Grzegorza. Był oficerem c. i k. armii. Jako „frekwentant” (uczestnik) III rocznika Akademii Wojskowej awansował na porucznika (niem. Leutnant) ze starszeństwem z 1 września 1911 roku. W 1913 roku pełnił służbę w c. i k. 40 pułku piechoty w Rzeszowie.
Po odzyskaniu przez Polskę niepodległości wstąpił do Wojska Polskiego. Został zweryfikowany w stopniu kapitana. W tym stopniu podczas wojny polsko-ukraińskiej dowodził II batalionem pułku piechoty Ziemi Rzeszowskiej, który walczył pod Przemyślem i m.in. zdobył fort Grochowce. W stopniu kapitana był szefem Oddziału I dowództwa Frontu Galicyjsko-Wołyńskiego. Został mianowany do stopnia majora piechoty, następnie do stopnia podpułkownika piechoty.
2 listopada 1923 został przydzielony do Wyższej Szkoły Wojennej w Warszawie, w charakterze słuchacza III Kursu Doszkolenia. 15 października 1924, po ukończeniu kursu i otrzymaniu dyplomu naukowego oficera Sztabu Generalnego, został przydzielony do 5 Dywizji Piechoty we Lwowie na stanowisko szefa sztabu. 1 grudnia 1924 został mianowany podpułkownikiem ze starszeństwem z 15 sierpnia 1924 i 90. lokatą w korpusie oficerów piechoty. 25 października 1926 został przeniesiony do 19 pułku piechoty na stanowisko dowódcy II batalionu. 5 maja 1927 został przeniesiony do 1 batalionu strzelców w Chojnicach na stanowisko dowódcy. 6 lipca 1929 został przeniesiony na stanowisko dowódcy 72 pułku piechoty w Radomiu. W tym czasie był jednocześnie komendantem garnizonu Radom. W Radomiu działał w Polskim Czerwonym Krzyżu. 10 grudnia 1931 został mianowany pułkownikiem ze starszeństwem z 1 stycznia 1932 i 2. lokatą w korpusie oficerów piechoty. Od października 1935 do 1939 pełnił funkcję dowódcy piechoty dywizyjnej 27 Dywizji Piechoty w Kowlu.
Po wybuchu II wojny światowej 1939 uczestniczył w kampanii wrześniowej wraz z macierzystą 27 Dywizją Piechoty (m.in. w bitwie pod Płockiem, w walkach pod Łąckiem, Dobrzykowem). Po nastaniu okupacji niemieckiej zaangażował się w działalność konspiracyjną w Związku Walki Zbrojnej, a od 1942 w Armii Krajowej. Był Inspektorem Komendy Głównej ZWZ-AK od 1941 do 1943 lub połowy 1944 (używał pseudonimów: „Czesław”, „Rudolf”, „Wujek”). W swojej funkcji wizytował Okręg Lwów AK. W lipcu 1944 został dowódcą 7 Dywizji Piechoty AK „Orzeł”, utworzonej przez Inspektorat Częstochowa AK (Okręg AK Radom-Kielce), sformowanej w lipcu 1944 i wchodzącej w skład Kieleckiego Korpusu Armii Krajowej. Jednostka brała udział w ramach akcji „Burza”.
Samozwańczy Prezydent Wolnej Polski na Wychodźstwie (z lat 1972–1990) Juliusz Nowina-Sokolnicki 20 lutego 1978 mianował Gwidona Kawińskiego pośmiertnie do stopnia generała brygady ze starszeństwem od 1 stycznia 1945.
Zmarł 23 lipca 1962 roku w Rzeszowie. Został pochowany na cmentarzu komunalnym Pobitno w Rzeszowie (sektor XXVIII-15-4).

## Ordery i odznaczenia
- Krzyż Srebrny Orderu Wojskowego Virtuti Militari nr 5194 (28 lutego 1922)[26][27]
- Krzyż Oficerski Orderu Odrodzenia Polski (11 listopada 1937)[28]
- Złoty Krzyż Zasługi (19 marca 1931)[29]
- Krzyż Pamiątkowy Mobilizacji 1912–1913 (Austro-Węgry)